# 松井英幸
松井 英幸（まつい ひでゆき、1964年2月14日 - ）は、日本の元競輪選手、元自転車競技選手。現在の愛知県豊川市（旧宝飯郡一宮町）出身。現役時代は日本競輪選手会愛知支部所属、ホームバンクは豊橋競輪場。日本競輪学校（当時。以下、競輪学校）第52期生。師匠は加藤義勝。

## 戦績
愛知県立新城高等学校在学中より「天狗党」という豊橋のサイクリングクラブに在籍し、それを契機に競輪選手への興味を持つようになり、卒業後に競輪学校へ入学する。
1983年9月3日、門司競輪場でデビューし6着。初勝利は同年9月22日の一宮競輪場。競輪での主な実績は1985年の新人王戦の2着。
2022年1月25日、選手登録消除。通算戦績は3327戦415勝、優勝24回。

### 世界選手権・プロスプリントにおける活躍
- 1986年 - アメリカ合衆国、コロラドスプリングス。俵信之を準決勝で破り、決勝で対戦した中野浩一に同種目10連覇を許したものの2位。

- 1987年 - オーストリア、ウイーン。決勝で俵信之に前年の雪辱を許したが、再び2位に入った。

- 1989年 - フランス・リヨン　3位

- 1990年 - 前橋　4位